# Chusty z Pawłowskiego Posadu

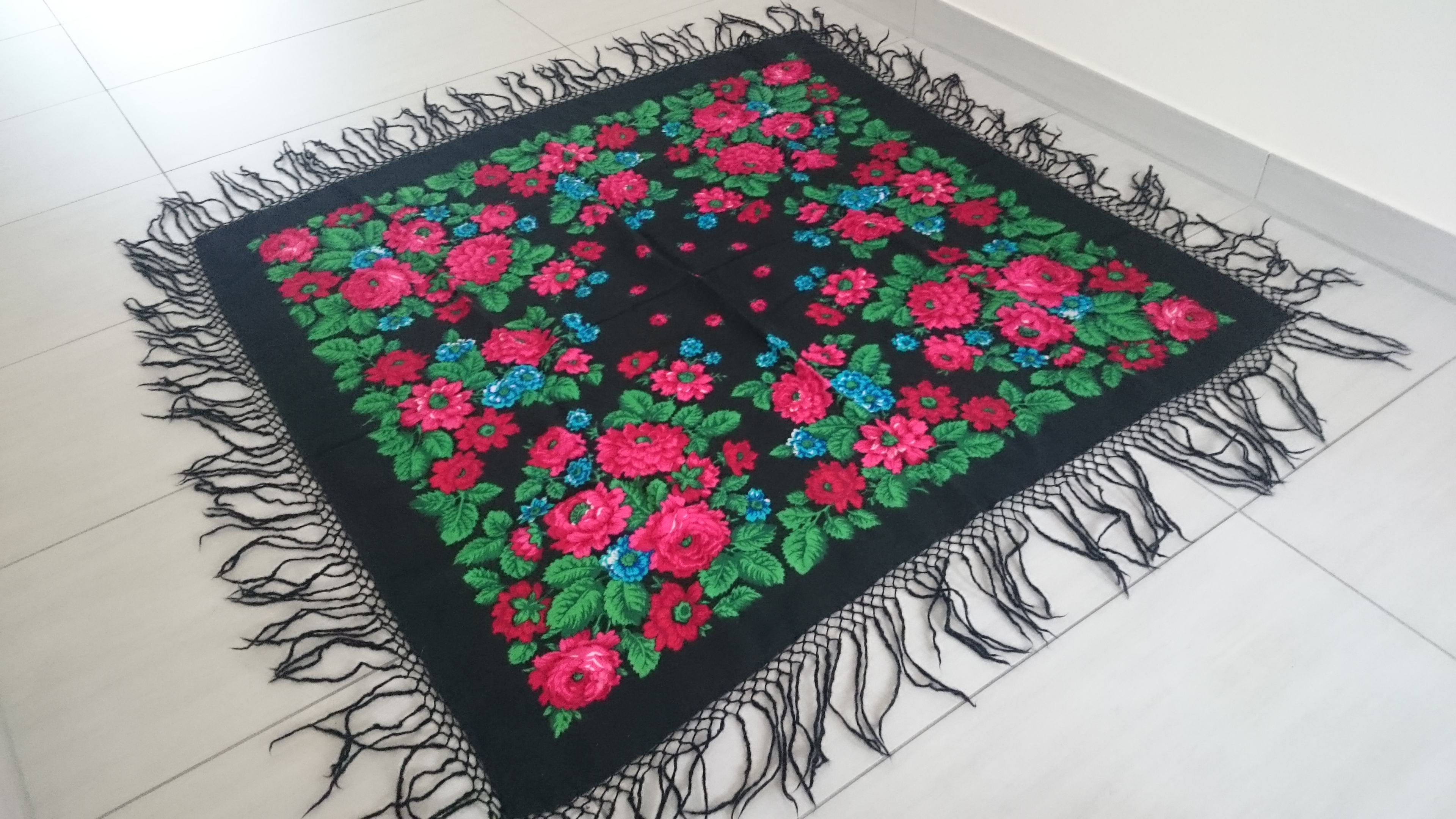
Chusta z Pawłowskiego Posadu

Chusty z Pawłowskiego Posadu – duże kwadratowe wełniane chusty z wydrukowanym kolorowym symetrycznym wzorem, wykończone na brzegach długimi frędzlami z jedwabiu lub wełny, wyprodukowane w zakładach przemysłu włókienniczego Pawłowskoposadzka Manufaktura Chust, w Pawłowskim Posadzie, będących publiczną spółką akcyjną.

## Charakterystyka

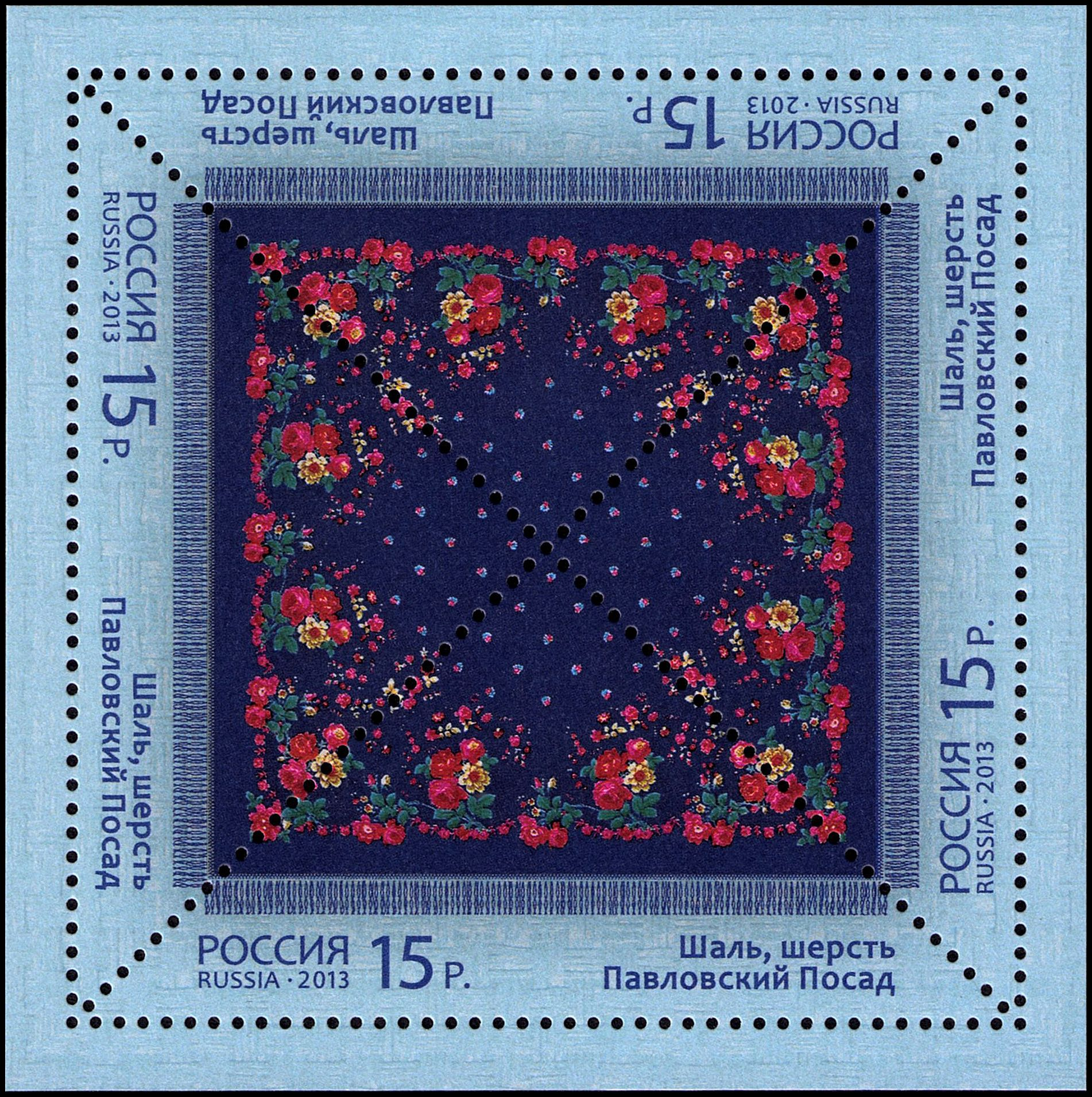
Chusta na znaczku z 2013 roku

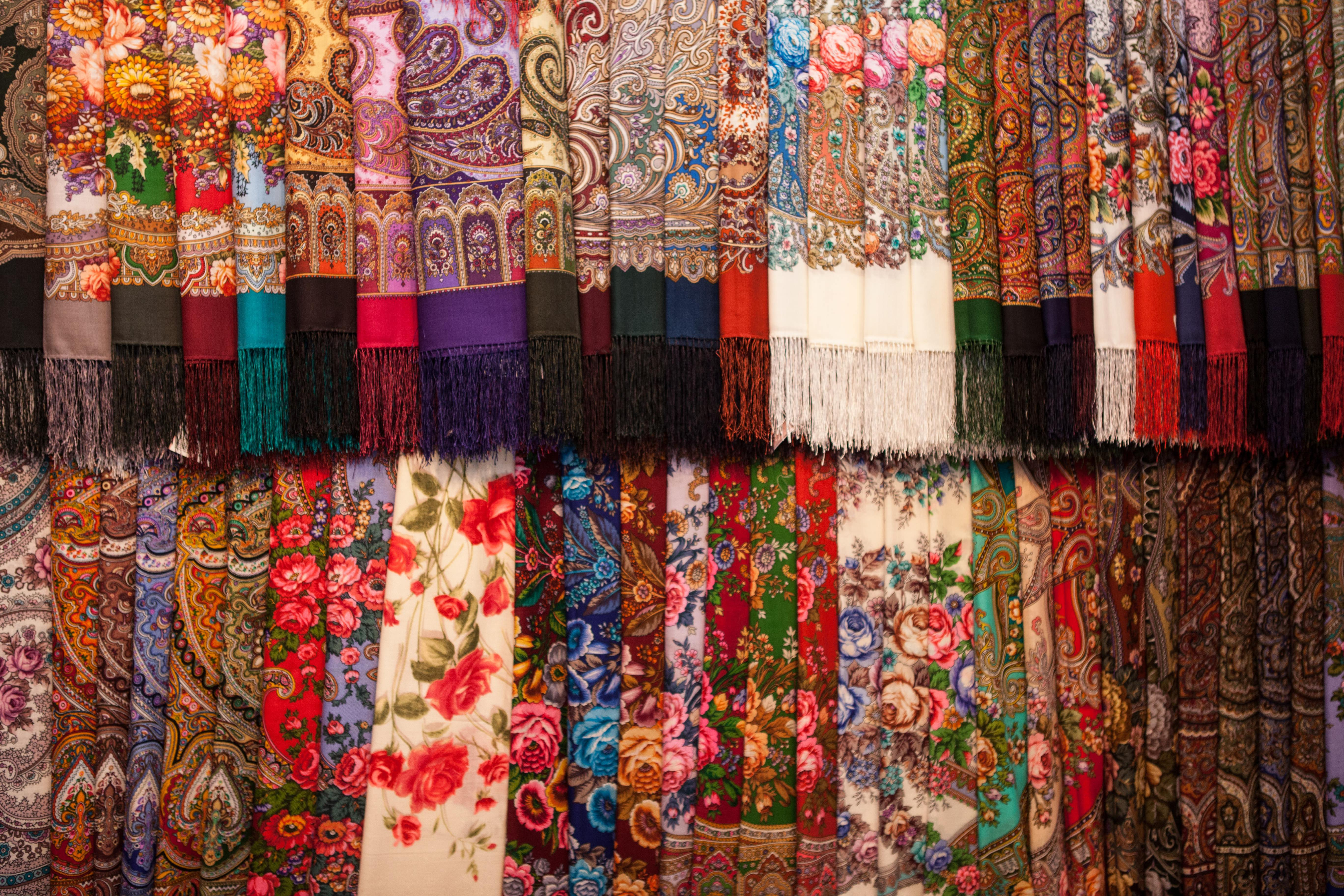
Różne chusty

Wełniane chusty z Pawłowskiego Posadu, tak zwane chusty babuszki, są wizytówką tego przedsiębiorstwa i stanowią reprezentacyjny wyrób rosyjskiego przemysłu włókienniczego. Jako wyrób rozpoznawalny nazywane są rosyjskimi.
Są to bardzo duże chusty, największe mają rozmiar 148 × 148 cm i są zrobione z tkaniny wełnianej o gramaturze 131 g/m² i splocie diagonalnym. Gramatura w innych chustach wynosi od 120 do 95 g/m². Wełniana tkanina na chusty jest tkana  w fabryce w Pawłowskim Posadzie z przędzy zrobionej z wełny białych australijskich merynosów, ale tylko tej pochodzącej z pleców i kłębu.
W języku rosyjskim producent te największe chusty nazywa szalami, zaś w tłumaczeniu na język angielski stosuje określenie szal także w stosunku do chust o mniejszych rozmiarach do 125 × 125 cm włącznie. Brzegi chust są wykończone doszytymi bardzo długimi frędzlami ze sztucznego jedwabiu lub wełny. W przypadku bardzo dużych i dużych chust frędzle są częściowo ręcznie zaplecione w formie kilkurzędowej siateczki. Siateczka i frędzle z jedwabiu lub wełny nadają chustom dodatkowego uroku.
Chusty są lekkie i miękkie, zdobią je charakterystyczne drukowane wzory. Mogą to być ornamenty, głównie kwiatowe, ale także wzory tureckie, słowiańskie, orientalne czy zgeometryzowane formy roślinne. Wzory kwiatowe na chustach i preferencje kolorystyczne zmieniały się na przestrzeni lat.
Ornamenty na chustach są projektowane przez artystę lub grupę artystów, a przed wdrożeniem do produkcji każdy projekt musi zostać zatwierdzony przez panel ekspercki. Wszystkie wzory na chustach są wielokolorowe. Liczba kolorów we wzorze może wynosić nawet do 23. Kolory barwników tekstylnych są dobierane przez kolorystę, aby jak najdokładniej oddać kolorystkę projektu wykonanego przez projektanta w gwaszu na papierze. Po nałożeniu jednego barwnika chusty są każdorazowo suszone, zanim zostanie nałożony kolejny barwnik. Wzory są drukowane na różnych tłach, między innymi licznych odcieniach czerwieni ponceau, bordowym, jasnozielonym, turkusowym, fioletowym, niebieskim, czarnym. Materiał poddawany jest specjalnej obróbce plazmowo-chemicznej, która zapewnia trwałość produktu.
Każdy wzór chusty z Pawłowskiego Posadu ma własną nazwę, nadawaną przez jej projektanta, np. „Słowianka”, „Kwiaty pod śniegiem”, „Szczęśliwa dziewczyna”, „Wasylisa”, „Galina”, „Dzień Zwycięstwa”, „Cyganka Aza”, „Ziemska miłość”, „Ukochana”, „Julia”, „Wspomnienie lata”, „Mróz i słońce”, „Bogata panna młoda”, „Bojarynia”. Od czasu do czasu zostają ponownie wykorzystane w produkcji dawne wzory chust, np. w aktualnej ofercie dla klientów znalazły się: chusta „Modlitwa” z lat 30. XX wieku, „Białe róże” z 1953 roku i „Medaliony” z 1870.
Chusty mogą być stosowane jako ozdobny dodatek do stroju ludowego lub modnego, współczesnego. Można je zakładać na wystawne okazje oraz jako okrycie w zimne dni.
Chusty z zakładów tekstylnych w Pawłowskim Posadzie zdobyły liczne nagrody i wyróżnienia, krajowe i zagraniczne, m.in. Grand Prix na Wystawie Światowej w Paryżu w 1937 roku i złoty medal podczas Wystawy Światowej w Brukseli w 1958 roku.
Myśl przewodnia i zarazem slogan reklamowy fabryki z Pawłowskiego Posadu brzmi: „Kwiaty Rosji na twoich ramionach”.
Chusty pawłoposadzkie bywają podrabiane i sprzedawane z łudząco podobną etykietką.

## Styl i artyzm
W pierwszej połowie XIX wieku rosyjskie chusty, zarówno tkane (jedwabne), jak i drukowane (bawełniane), były dekorowane głównie wzorami tureckimi, nawiązującymi do tkanych szali orientalnych. Chusty we wzory tureckie pozostawały popularne przez cały XIX wiek. W mniejszym stopniu chusty dekorowano wizerunkami kwiatów. W latach 60. i 70. XIX wieku chusty wytwarzane w manufakturze w Pawłowskim Posadzie jeszcze niewiele różniły się stylistycznie od chust wytwarzanych w innych warsztatach w obwodzie moskiewskim.
W latach 70. XIX wieku miał miejsce intensywny rozwój kwiatowych motywów dekoracyjnych. Szczególnie na chustach pochodzących z warsztatu zlokalizowanego w Pawłowskim Posadzie ornamenty kwiatowe były wyraziste i urozmaicone. W drugiej połowie XIX wieku chusty w kwiaty stały się modne, co prawdopodobnie miało związek z duchem romantyzmu, znajdującym swoje odzwierciedlenie w sztuce, w tym w sztuce użytkowej.
Oferta chust w latach 70. i 80. XIX wieku była już bardzo urozmaicona, od okazałych ceremonialnych aż po pełne uroku lekkie chusty. We wzorach połączono dawne ornamenty z motywami florystycznymi: kwiatami ogrodowymi (głównie różami i daliami), stylizowanymi gałązkami, figuratywnymi wazonami czy zakręconymi kokardkami.
Projektowaniem chust zajmowali się artyści rysownicy. W 1871 roku w warsztacie było zatrudnionych siedmiu projektantów rysowników, a pod koniec XIX wieku jedenastu. Pod koniec XIX i na początku XX wieku styl chust z Pawłowskiego Posadu został ostatecznie dopracowany. W tym okresie popularne były dwa rodzaje chust:
- z cienkiej półprzezroczystej wełny o dużych ornamentach z kwiatów zebranych w bukiety lub girlandy, albo rozmieszczonych na całej powierzchni chusty, czasami dodatkowo wzbogaconych cienkimi ozdobnymi paseczkami lub niewielkimi stylizowanymi elementami roślinnymi, na kremowym, czerwonym albo czarnym tle;
- z gęstej wełny o bukietach kwiatowych umieszczonych pośród wzorów tureckich (paisley), w których rysunek, szczególnie bogaty po rogach, wypełniał prawie całą powierzchnię chusty z wyjątkiem pozostawionego wolnego miejsca w formie figury na samym jej środku[6].

W połowie lat 20. XX wieku do wzornictwa wprowadzono chusty tematyczne, np. związane z rewolucją, industrializacją i kolektywizacją oraz chusty ze stylizowanymi wizerunkami zwierząt („chusta lamparcia”), jednak w dalszym ciągu chusty w tradycyjne wzory kwiatowe zajmowały zasadniczą pozycję w ofercie. Chusty tematyczne, głównie religijne, znajdują się również w aktualnym katalogu.
Od połowy lat 20. XX wieku kwiaty w ornamentach stały się znacznie większe, a ich kolorystyka została oparta na kontrastujących ze sobą połączeniach kolorów: czerwonego, zielonego, niebieskiego i żółtego.
Po wojnie wzory na chustkach charakteryzowały się dekoracyjną intensywnością i bardziej gęstym układem elementów kwiatowych.
W latach 60. wytwarzano chusty według nowych i dawnych wzorów, lecz stosując nowe schematy barw i tła w różnorodnych kolorach: czerwonym, bordowym, złotym, jasnozielonym, pomarańczowym, zielonym, turkusowym, fioletowym itd.
Współcześnie produkowane są dwa rodzaje chust: klasyczne o tradycyjnych ornamentach kwiatowych (głównie przedstawiających róże, dalie i inne kwiaty ogrodowe) oraz nowoczesne we wzory odzwierciedlające aktualne europejskie trendy w modzie.

## Technologia produkcji
Chusty są zrobione z czystej wełny, pochodzącej z pleców i kłębu białych  owiec merynosów, głównie australijskich i nowozelandzkich. Tkanina wełniana jest tkana maszynowo z jednonitkowej białej przędzy, której stumetrowa nić waży 205 gramów. Przędza tkacka zostaje poddana działaniu specjalnego roztworu nadającego jej trwałość i elastyczność przed rozpoczęciem procesu wytwarzania tkaniny na krosnach. Otrzymana surowa tkanina wełniana o kremowo-żółtym odcieniu jest wybielana metodą plazmowo-chemiczną. Po wybieleniu śnieżnobiała tkanina wełniana jest gotowa do drukowania na niej wzoru. Wełna na chusty jest cienka i miękka w dotyku.
Proces produkcji chust składa się z następujących głównych etapów:
- wykonanie na papierze projektu nowego wzoru w formie kolorowego symetrycznego rysunku, złożonego z czterech identycznych części, najczęściej wykonywana jest jedynie jedna część symetrycznej kompozycji,
- zatwierdzenie nowego projektu przez panel ekspercki,
- dobranie kolorów barwników tekstylnych przez kolorystę i technologa, aby zgadzały się z kolorami na rysunku wykonanym przez projektanta,
- wykonanie próbnych wydruków,
- automatyczne maszynowe przygotowanie (mieszanin) barwników,
- przygotowanie szablonów do drukowania, osobny szablon dla każdego koloru drukowanego na tkaninie, np. wzór złożony z 20 kolorów wymaga użycia 20 szablonów, każdy szablon odpowiada rysunkowi jednego koloru we wzorze,
- automatyczne drukowanie rysunku na białej wełnianej tkaninie, kolor po kolorze, po uprzednim każdorazowym wysuszeniu,
- chemiczne utrwalanie barwników na płótnie i poddanie działaniu pary, następnie suszenie,
- cięcie na osobne chusty,
- maszynowe obszywanie brzegów i doszywanie frędzli,
- ręczne zaplatanie frędzli na czterorzędową siateczkę.

## W modzie
Fragmenty charakterystycznych ornamentów chust z Pawłowskiego Posadu są wykorzystane w modzie przez rosyjskich projektantów. Na pokazach mody można zobaczyć chusty „przemienione” w sukienki, bluzki, płaszcze, spódnice, a nawet stroje kąpielowe czy buty. Wiaczesław Zajcew (marka odzieżowa: Slava Zaitsev) opracował kilka kolekcji ubrań dla kobiet i mężczyzn z materiałów we wzorach z chust.

## Historia

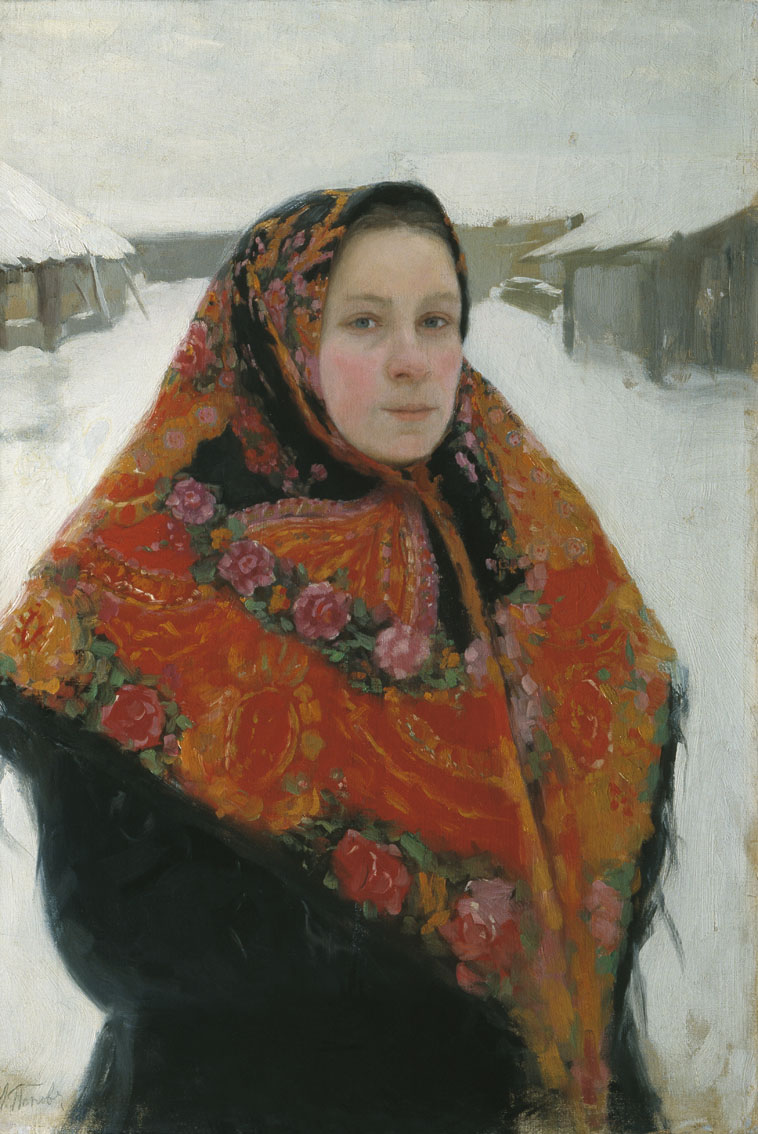
Portret żony w pstrokatej chuście, Łukian Popow (1873–1914), muzeum w Orenburgu

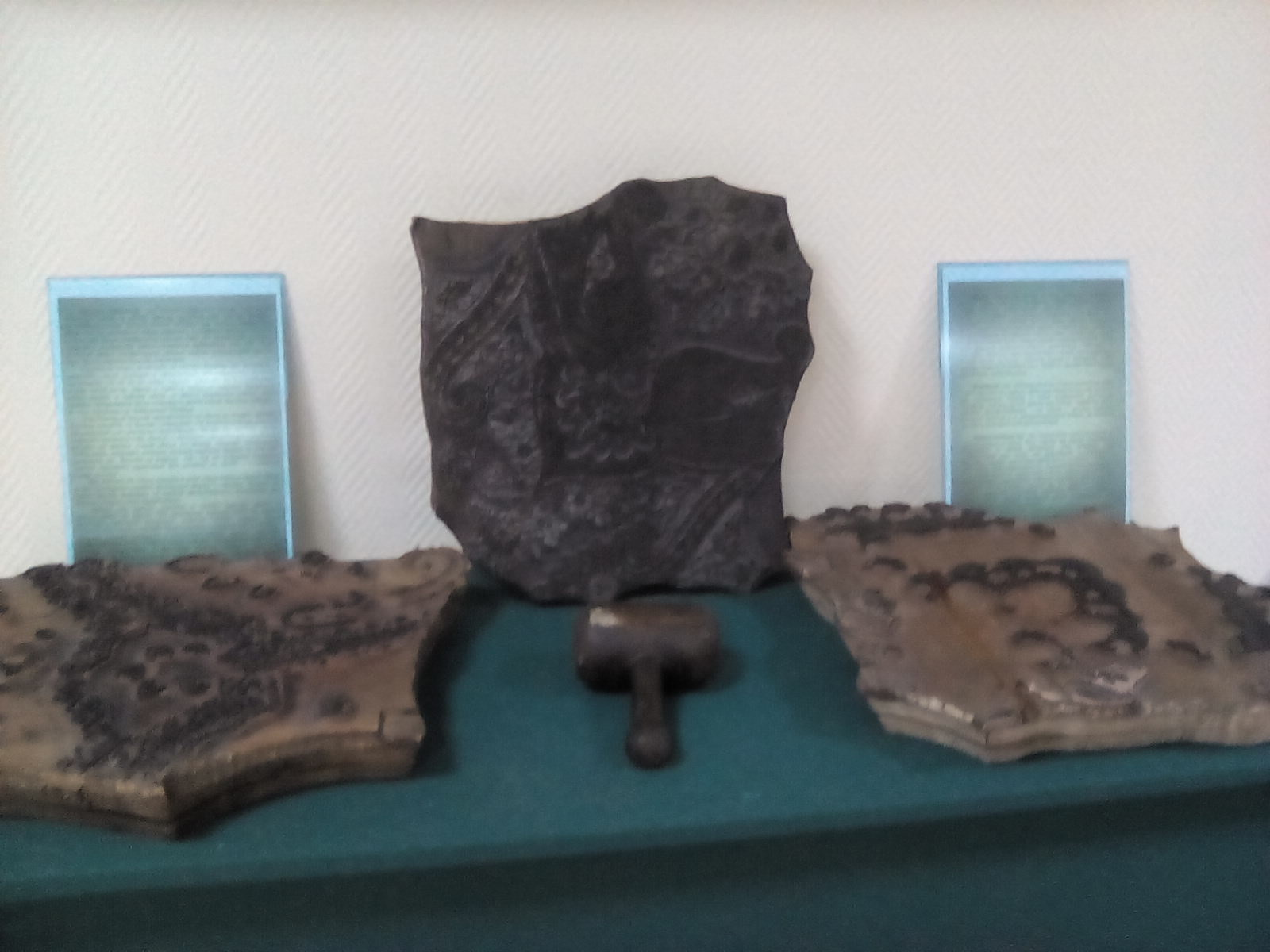
Drewniane formy i młotek do nakładania wzoru

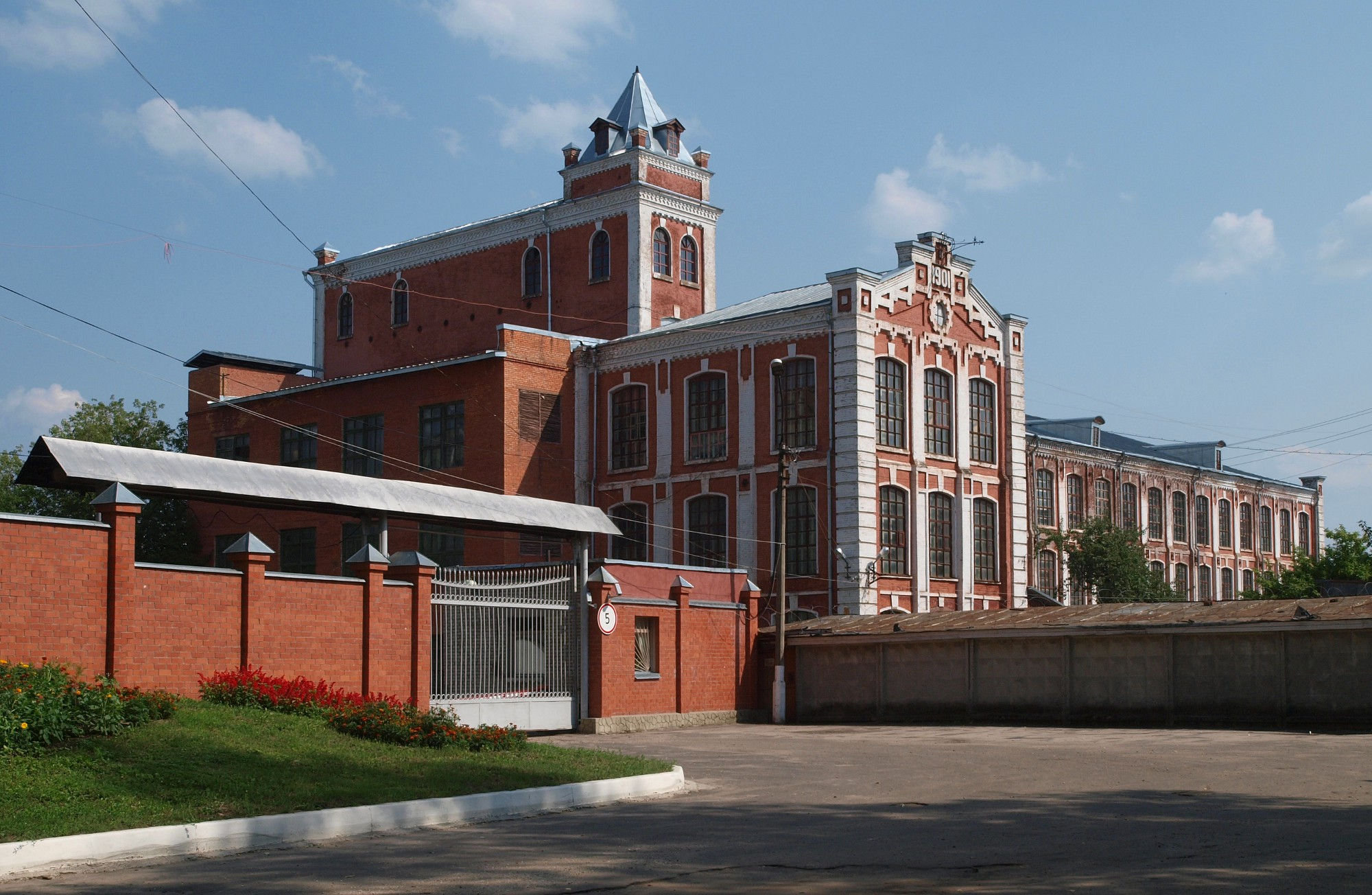
Fabryka chust, 2011 rok

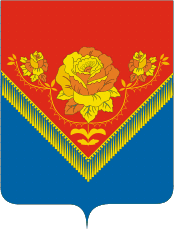
Godło rejonu

Chusty, wykonane z różnych materiałów, stanowiły niezbędny element codziennego, jak i odświętnego ubioru wszystkich kobiet rosyjskich na początku XIX wieku. Chusty zrobione z delikatnej wzorzystej tkaniny wełnianej w żywych kolorach były preferowane przez kobiety z klasy średniej i kobiety wiejskie. Początkowo chusty pochodziły wyłącznie z importu z Dalekiego Wschodu.
W 1795 roku dobrze sytuowany chłop Iwan Łabzin założył w Pawłowskim Posadzie mały warsztat zajmujący się wytwarzaniem słabej jakości jedwabnych chust. Manufaktura Łabzina była jedną z wielu tego typu zlokalizowanych w obwodzie moskiewskim. Warsztat stopniowo rozwijał się i ewoluował, pozostając własnością rodziny Łabzinów.
W połowie XIX wieku prawnuk założyciela Jakow Łabzin wraz ze swoim wspólnikiem Wasilijem Griaznowem przekształcili dotychczasową produkcję na chusty wełniane z drukowanym wzorem. Miało to miejsce w okresie rosnącej popularności chust wśród rosyjskich kobiet przynależących do wszystkich warstw społecznych, od arystokratek przez żony kupców aż do kobiet wiejskich włącznie. Wiele warsztatów i małych fabryk również przestawiło w tym czasie swoją produkcję na chusty ze wzorem drukowanym, tańsze od chust ze wzorem tkanym.
Początkowo wzory na chustach były drukowane ręcznie przy użyciu drewnianych matryc. W 1860 roku fabryka została zmodernizowana. Zatrudniała drukarzy kaliko, operatorów perrotyny, rzeźbiarzy matryc, specjalistów od pirografii, dwóch kolorystów i trzech projektantów rysowników. Na początku XX wieku fabryka stała się największym producentem chust i szali w Rosji. Sklepy z chustami znajdowały się, między innymi, w Moskwie, Charkowie, Omsku i Niżnym Nowogrodzie oraz były sprzedawane na jarmarku irbickim.
W 1917 roku zatrudniająca 4500 pracowników fabryka, do tej pory pozostająca w rękach reprezentantów rodzin Łabzinów i Griaznowów, została znacjonalizowana.
Podczas II wojny światowej wytwarzano w niej tekstylia dla Armii Czerwonej. Produkcję drukowanych chust wełnianych wznowiono w latach 50. XX wieku.
W czasach ZSRR w fabryce zatrudnionych było 2500 osób i wytwarzano 20 milionów chust i szali rocznie.
W 2012 roku fabryka zatrudniała około 600 osób i produkowała milion szali i chust na rok. W dalszym ciągu w fabryce tkane są materiały, z których robione są chusty, a nie jedynie drukowane ornamenty na materiale. Wzory są drukowane maszynowo.
Współcześnie chusty są noszone przez kobiety w każdym wieku. Zostało pokonane uprzedzenie do chust, wynikające ze stereotypu, jakoby jedynie starsze kobiety wyznania prawosławnego nosiły chusty idąc do cerkwi.
Zakłady tekstylne w Pawłowskim Posadzie produkują również chusty i szale z jedwabiu, bawełny i wiskozy oraz obrusy z bawełny i lnu.
Na rynku rosyjskim sprzedawanych jest 80% chust i innych wyrobów łącznie, 10% znajduje nabywców w Turkmenistanie, a pozostałe 10% transakcji przypada na inne kraje, w tym europejskie.
W Pawłowskim Posadzie mieści się także muzeum historii rosyjskiej chusty i szala.
Symbol chusty ze złotymi frędzlami i trzema złotymi różami ogrodowymi, z których środkowa jest największa, został odwzorowany w godle regionu, którego stolicą jest Pawłowski Posad.